# Maria Teresa Weiss
Maria Francisca Teresa de Almeida Prado Weiss (Jaú, 13 de junho de 1926 — Rio de Janeiro, 24 de novembro de 2008) foi uma jornalista e escritora de culinária brasileira. Ela é a primeira brasileira a escrever sobre culinária e a sua comida já foi saboreada por pessoas conhecidas do Brasil e do mundo, tais como Jorge Amado, Carlos Lacerda, Elton John e Jacqueline Bisset.